# 안조촌 (이바라키현)
안조촌(安静村)은 이바라키현 오카다군·유키군에 속했던 촌이다.

## 지리
- 현재의 야치요정의 남부에 위치하고 있다.

## 역사
- 1889년 4월 1일 - 정촌제 시행에 의해 오카다군 안조촌이 성립하였다.
- 1896년 4월 1일 - 군 재편에 의해 니시토요다촌은 유키군에 속하게 되었다.
- 1955년 1월 1일 - 니시토요다 촌, 니시토요다 촌, 나카유키 촌, 시모유키 촌이 합병해 야치요촌이 성립하여, 동일 안조촌은 폐지되었다.

## 인구
| 1891년 | 2,854 |
| 1920년 | 4,369 |
| 1935년 | 4,903 |
| 1950년 | 6,334 |

## 참고문헌
- 角川日本地名大辞典編纂委員会『가도카와 일본 지명 대사전 8 茨城県』、가도카와 쇼텐、1983年 ISBN 4-04-001080-9
- 日本加除出版株式会社編集部『全国市町村名変遷総覧』、日本加除出版、2006年、ISBN 4-8178-1318-0